# Chuchucruz Primera Sección
Chuchucruz Primera Sección är en ort i Mexiko.   Den ligger i kommunen Tumbalá och delstaten Chiapas, i den sydöstra delen av landet, 800 km öster om huvudstaden Mexico City. Chuchucruz Primera Sección ligger 1 015 meter över havet och antalet invånare är 959.
Terrängen runt Chuchucruz Primera Sección är huvudsakligen kuperad, men åt nordväst är den bergig. Runt Chuchucruz Primera Sección är det ganska tätbefolkat, med 149 invånare per kvadratkilometer. Närmaste större samhälle är Yajalón, 16,0 km söder om Chuchucruz Primera Sección. I omgivningarna runt Chuchucruz Primera Sección växer i huvudsak städsegrön lövskog.